# Grúnik
Grúnik je přírodní rezervace v oblasti Poloniny. Roste zde např. chráněná Čemeřice nachová (Helleborus purpurascens).
Nachází se v katastrálním území obce Stakčín v okrese Snina v Prešovském kraji. Území bylo vyhlášeno či novelizováno v roce 1982 na rozloze 4,6 ha. Ochranné pásmo nebylo stanoveno.